# سیوبیوتو
سیوبیوتو (به لاتین: Syubyutu) یک منطقه مسکونی در جمهوری آذربایجان است که در شهرستان شکی واقع شده است.